# 455 a.C.
Il 455 a.C. (CDLV a.C. in numeri romani) è un anno  del V secolo a.C.

## Eventi
- Mirone, scultore greco antico realizza il Discobolo
- Roma: 
  - consoli Tito Romilio Roco Vaticano e Gaio Veturio Cicurino